# Nethinius longipennis
Nethinius longipennis là một loài bọ cánh cứng trong họ Cerambycidae.